# Нижние Быги
Нижние Быги — деревня в Шарканском районе Удмуртской Республики. Входит в состав Быгинского сельского поселения.

## География
Стоит на реке Быгинка.

## История
Согласно Закону Удмуртской Республики от 13 апреля 2005 года № 11-РЗ Нижние Быги вошли в состав муниципального образования «Быгинское».

## Население
| 2010 | 2012 |
| ---- | ---- |
| 167  | ↗172 |

## Инфраструктура
Всего предприятий и организаций в деревне — 4, одна из них бюджетная.
Внутрипоселковый газопровод.

## Транспорт
Автодорога Старые Быги — Нижние Быги. В 2019 году проводился ремонт в рамках реализации региональной программы восстановления проезда к населённым пунктам, к которым отсутствует или затруднен проезд в период весенне-осенней распутицы.